# Lochenice
Lochenice är en ort i Tjeckien. Den ligger i den centrala delen av landet, 100 km öster om huvudstaden Prag. Lochenice ligger 246 meter över havet och antalet invånare är 504.
Terrängen runt Lochenice är platt. Runt Lochenice är det tätbefolkat, med 881 invånare per kvadratkilometer. Närmaste större samhälle är Hradec Králové, 7,0 km söder om Lochenice. Trakten runt Lochenice består till största delen av jordbruksmark.